# Pencilletta penicillata
Pencilletta penicillata is een mosdiertjessoort uit de familie van de Tubuliporidae. De wetenschappelijke naam van de soort is voor het eerst geldig gepubliceerd in 1780 door Fabricius.